# Boxholms kommun
Boxholms kommun är en kommun i Östergötlands län. Centralort är Boxholm.
Större delen av kommunen utgör en del av det sydsvenska höglandet. Landskapet övergår dock i en smal övergångsbygd norr om centralorten, vilken skiljer Östgötaslätten från skogsbygden. Kommunen byggdes kring Boxholms bruk men bolaget splittades upp i början av 1980-talet. I början av 2020-talet var 37 procent av befolkningen sysselsatta inom tillverkningsindustrin. 
Befolkningstrenden var negativ fram till mitten av 2010-talet, därefter har trenden varit positiv. Efter valen 2014 och 2018 har kommunen styrts av Socialdemokraterna.

## Administrativ historik
Kommunens område motsvarar socknarna: Ekeby, Malexander, Rinna och  Åsbo. I dessa socknar bildades vid kommunreformen 1862 landskommuner med motsvarande namn. 1 maj 1880 bildades Blåviks landskommun (och Blåviks socken) av delar ur Ekeby och Torpa landskommuner.
5 augusti 1904 inrättades Boxholms municipalsamhälle som upplöstes 1947 när Boxholms köping bildades genom ombildning av Ekeby landskommun.
Vid kommunreformen 1952 bildades storkommunerna Folkunga (av de tidigare kommunerna Appuna, Hogstad, Hov, Kumla, Rinna och Väderstad) samt Södra Göstring (av Blåvik, Malexander och Åsbo) medan Boxholms köping förblev oförändrad.
Boxholms kommun bildades vid kommunreformen 1971 av Boxholms köping, Södra Göstrings landskommun och en del av Folkunga landskommun (Rinna församling).
Kommunen ingick från bildandet till 28 februari 2002 i Mjölby domsaga (som fram till 1975 hette Folkungabygdens tingsrätts domsaga) och ingår sen dess i Linköpings domsaga.

## Geografi
Kommunen är belägen i sydvästra delen av landskapet Östergötland. Den gränsar i väster till Tranås och Ödeshögs kommuner, i norr och nordöst till Mjölby kommun, i öst till Linköpings och Kinda kommuner samt i söder till Ydre kommun.

### Topografi och hydrografi
Större delen av kommunen utgör en del av det sydsvenska höglandet. Landskapet övergår dock i en smal övergångsbygd norr om centralorten, vilken skiljer Östgötaslätten från skogsbygden. Bergsplatåer med mellanliggande sprickdalar i nordnordvästlig-sydsydvästlig orientering samt sjöar präglar skogsbygden. Bergsplatåerna i söder når 200–240 meter över havet. Hällmarkerna i den kulliga övergångszonen i norr når omkring 110 meter över havet. Halva sjön Sommen inkluderas i kommunens område. Denna skapar milslånga, smala vikar där den fyller upp brottzoner i granitberggrunden. Genom Sommen rinner Svartån, som på sin fortsatta väg skapar flera vattenfall, exempelvis vid centralorten. Kring Svartån finns vidsträckta strandängar, så kallade mader, som har ett rikt fågelliv.
Landskapsbilden i kommunen utmärks över lag av den mångfald av kvartära formelement, av vilka kan nämnas skarpryggade åsar (så kallade getryggar), moränkullar, drumliner, sandplatåer, dödisgropar och erosionsdalar.  Malexanderdeltat är ett randdelta som bildats i den forna issjön Storsommen. Ett annat intressant område är det så kallade Kamelandskapet, vilket består av sedimentavlagringar. Det är beläget norr om och det stora sandfältet söder om Ljungstorp i kommunens nordvästra del. Detta område ingår för övrigt i den mellansvenska israndzonens sydligaste stråk, där isälvssediment delvis överlagras av morän.
Nedan presenteras andelen av den totala ytan 2020 i kommunen jämfört med riket.
|  | Bebyggelse (3,5 %) |

|  | Skog (80,6 %) |

|  | Öppen myrmark (1,2 %) |

|  | Jordbruksmark (10,4 %) |

|  | Övrig mark (4,4 %) |

|  | Bebyggelse (3,1 %) |

|  | Skog (68,0 %) |

|  | Öppen myrmark (7,2 %) |

|  | Jordbruksmark (7,4 %) |

|  | Övrig mark (14,3 %) |

### Naturskydd
År 2022 fanns åtta naturreservat i Boxholms kommun, varav en majoritet även var klassade som Natura 2000-områden.
Åsabackarnas naturreservat löper över områden i både Boxholms kommun och Mjölby kommun. Det beskrivs av Länsstyrelsen i Östergötland som "ett mycket varierat naturreservat med både kalktorräng, kalkkärr, barrblandskog och sumpskog". På en sluttning ner mot Åsboån finns ett äldre odlingslandskap som utgör Pålsbo naturreservat. Området inkluderar högvuxna björkar på hagmark och ovanligt artrik ängsmark. Där växer exempelvis gullvivor, Jungfru Marie nycklar, smörbollar, darrgräs och karakteristiskt strutformade hasselbuskar. De övriga reservaten var Göstrings urskog med vildmark, det gamla odlingsområdena  Månhult naturreservat och Stortorp, Bjälnäs vis sjön Sommen, Ivranäs med kuperat landskap vilket samt reservatet Pukehål som även det ligger i ett kuperat område.

### Administrativ indelning

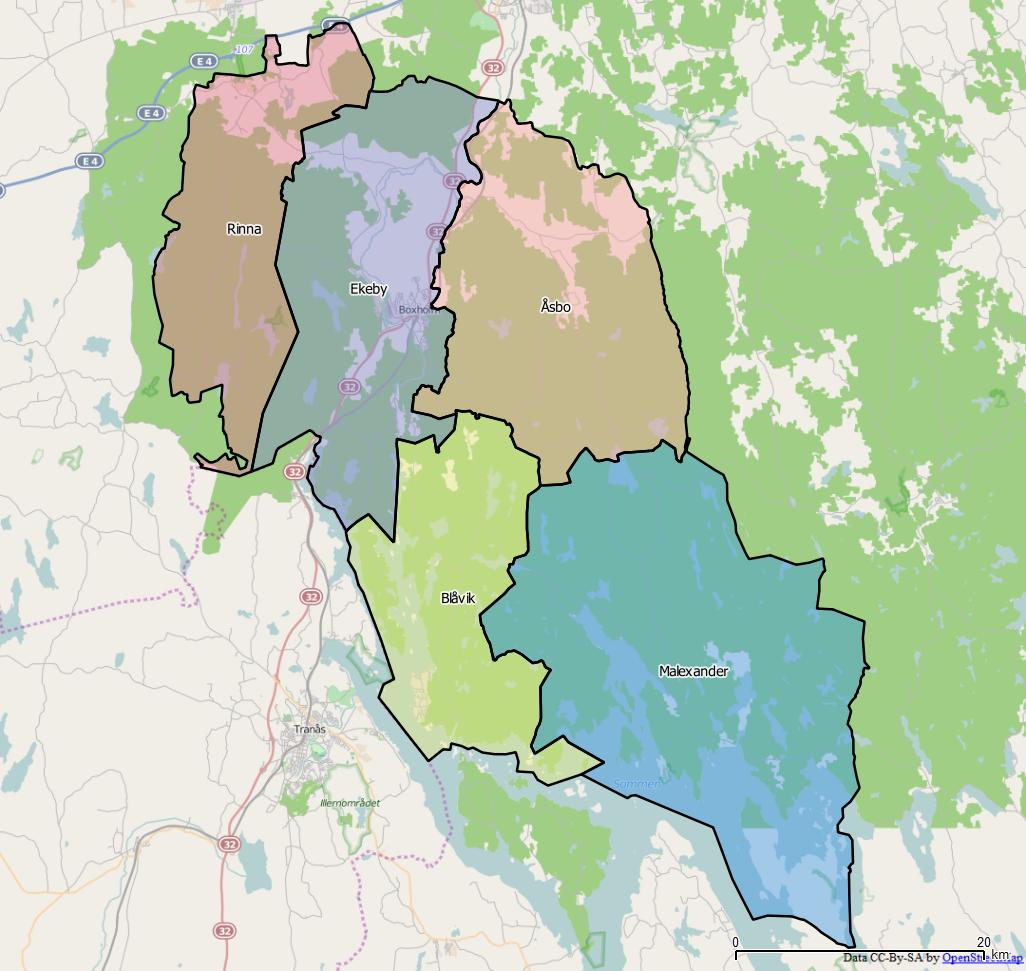
Distrikt (socknar) inom Boxholms kommun

Fram till 2016 var kommunen för befolkningsrapportering indelad i en enda församling, Boxholms församling.
Från 2016 indelas kommunen istället i fem distrikt, vilka motsvarar de tidigare socknarna – Blåvik, Ekeby, Malexander, Rinna och Åsbo.

### Tätorter
| Nr | Tätort    | Befolkning 2015 |
| -- | --------- | --------------- |
| 1  | Boxholm   | 3 269           |
| 2  | Strålsnäs | 450             |

## Styre och politik

### Styre
Mandatperioden 2014 till 2018 hade Socialdemokraterna egen majoritet, en majoritet de förlorade efter valet 2018. Med 44 procent av mandaten fortsatte dock partiet att styra i minoritet under mandatperioden 2018 till 2022.

### Kommunfullmäktige

#### Presidium
| Presidium 2022–2026    | Presidium 2022–2026 | Presidium 2022–2026 |
| ---------------------- | ------------------- | ------------------- |
| Ordförande             | C                   | Sune Blom           |
| Förste vice ordförande | S                   | Annsofi Ramevik     |
| Andre vice ordförande  | M                   | Åke Karlsson        |

#### Mandatfördelning 1970–2022
Sedan valet 2010 har minst ett mandat varit obesatt i kommunfullmäktige i Boxholms kommun. Orsaken har varit att det inte funnits så många namn på något eller flera partiers valsedlar (listor) som behövts för att besätta de mandat som valresultatet gett dem rätt till. Sverigedemokraterna inledde mandatperioden 2022-2026 med ett obesatt mandat. Från och med 14 november 2022 hade ytterligare två mandat lämnats vakanta efter att två sverigedemokratiska ledamöter lämnat fullmäktige.
| 3 | 22 | 10 | 2 |  | 3 |

| 35 | 6 |

| 3 | 21 | 11 | 2 |  | 3 |

| 34 | 7 |

| 2 | 22 | 11 | 2 |  | 3 |

| 31 | 10 |

| 2 | 23 | 10 | 2 | 4 |

| 26 | 15 |

| 2 | 23 | 9 |  |  | 5 |

| 28 | 13 |

| 2 | 23 | 8 | 3 |  | 4 |

| 29 | 12 |

| 2 | 23 |  | 9 | 2 |  | 3 |

| 28 | 13 |

| 2 | 21 | 9 |  | 3 | 5 |

| 29 | 12 |

| 3 | 23 | 7 |  | 3 | 4 |

| 24 | 17 |

| 6 | 19 | 6 | 6 | 4 |

| 22 | 19 |

| 4 | 22 | 7 | 5 | 3 |

| 22 | 19 |

| 21 |  | 6 | 3 | 4 |

| 20 | 15 |

| 19 | 2 |  | 4 |  | 2 | 6 |

| 20 |  | 14 |

| 19 |  | 2 | 4 | 2 |  | 6 |

| 18 |  | 15 |

|  | 13 | 4 | 5 |  | 5 |

| 16 |  | 11 |

|  | 12 | 5 | 3 | 2 | 6 |

| 16 |  | 12 |

### Nämnder

#### Kommunstyrelse
| Presidium 2022–2026    | Presidium 2022–2026 | Presidium 2022–2026 |
| ---------------------- | ------------------- | ------------------- |
| Ordförande             | S                   | Claes Sjökvist      |
| Förste vice ordförande | S                   | Helena Stålhandske  |
| Andre vice ordförande  | M                   | Åke Sandberg        |

#### Övriga nämnder
| Nämnd                         | Ordförande | Ordförande          | Vice ordförande | Vice ordförande | Andre vice ordförande | Andre vice ordförande |
| ----------------------------- | ---------- | ------------------- | --------------- | --------------- | --------------------- | --------------------- |
| Kultur- och turismnämnden     | S          | Mathias Abrahamsson | S               | Olivia Larsson  | M                     | Christian Wallertz    |
| Samhällsbyggnadsnämnden       | S          | Hans Sjögren        | S               | Morgan Dungmark | M                     | Åke Sandberg          |
| Social- och myndighetsnämnden | C          | Solveig Agnevik     | S               | Monica Karlsson | M                     | Sofia Carlsson        |
| Valnämnden                    | S          | Per-Gunnar Sundgren | S               | Gun Nilsson     | -                     | -                     |

Källa: 

## Ekonomi och infrastruktur

### Näringsliv

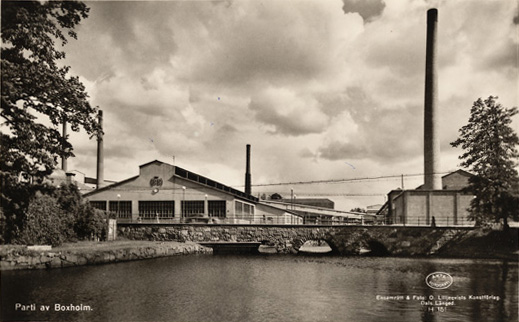
Boxholms bruk

Boxholms bruk, sedan 1872 Boxholms AB, har med en mer än 200-årig järnbrukstradition utgjort stommen i kommunens näringsliv. Bruket bildades 1754 efter att Gabriel A. Ribbing, ägare av Boxholms säteri, fick tillstånd att anlägga två stångjärnshammare vid Svartån. År 1866 infördes  lancashireprocessen och 1915  martinprocessen, vilka var av stor betydelse. Varmvalsverk och masugn, anlades. Bruket använde träkol från bolagets egna skogar (och kom med tiden att bli södra Sveriges största skogsägare) och malm från egna gruvor, primärt från Kantorps gruva i Södermanland. Efter hand utvecklades  bruket till ett medelstort svenskt järnbruk varifrån järnvägen ombesörjde transporterna. Tidigt kombinerades bruket med sågverksverksamhet och senare med  exempelvisdörrtillverkning. Förr var kombinationen järn–skog–jord vanlig vid svenska järnbruk, och i Boxholms kommun bestod kombinationen fram till 1980-talet. AB Iggesunds Bruk övertog bruket 1965 men när stålkrisen uppstod omkring 15 år senare lades martinstålverket och gjuteriet ner. Åren  1983–84 avvecklades samtliga intressen i Boxholm. Detta genom att Skanska förvärvade skogen och det mycket moderna sågverket, privatpersoner köpte lantbruket  och den övriga verksamheten delades upp på ett flertal nybildade företag. Exempel är  Ovako Bar AB, Steeltec Boxholm AB och Boxholms Mejeri AB, Swisslog-Accalon AB och Rörvik Timber Boxholm AB. I början av 2020-talet sysselsätts sju procent av den förvärvsarbetande befolkningen inom jord- och skogsbruket och tillverkningsindustrin sysselsatte 37 procent.

### Infrastruktur

#### Transporter
Genom Boxholms kommun går riksväg 32. Den går från söder till norr och passerar centralorten. Europaväg 4 går till viss del över kommungränsen i norr. Järnvägenssträckan Katrineholm–Nässjö, Östra stambanan, genomkorsar kommunen. Östgötapendeln förbinder Boxholms station med Norrköping, Linköping, Mjölby och Tranås.

## Befolkning

### Demografi

#### Befolkningsutveckling
Kommunen har 5 510 invånare (31 mars 2025), vilket placerar den på 267:e plats avseende folkmängd bland Sveriges kommuner.
| Befolkningsutvecklingen i Boxholms kommun 1970–2020 | Befolkningsutvecklingen i Boxholms kommun 1970–2020 | Befolkningsutvecklingen i Boxholms kommun 1970–2020 | Befolkningsutvecklingen i Boxholms kommun 1970–2020 | Befolkningsutvecklingen i Boxholms kommun 1970–2020 |
| --------------------------------------------------- | --------------------------------------------------- | --------------------------------------------------- | --------------------------------------------------- | --------------------------------------------------- |
|                                                     |                                                     |                                                     |                                                     |                                                     |
| År                                                  |                                                     |                                                     | Folkmängd                                           |                                                     |
| 1970                                                | 1970                                                |                                                     | 6 387                                               |                                                     |
| 1975                                                | 1975                                                |                                                     | 5 899                                               |                                                     |
| 1980                                                | 1980                                                |                                                     | 5 794                                               |                                                     |
| 1985                                                | 1985                                                |                                                     | 5 629                                               |                                                     |
| 1990                                                | 1990                                                |                                                     | 5 675                                               |                                                     |
| 1995                                                | 1995                                                |                                                     | 5 642                                               |                                                     |
| 2000                                                | 2000                                                |                                                     | 5 334                                               |                                                     |
| 2005                                                | 2005                                                |                                                     | 5 242                                               |                                                     |
| 2010                                                | 2010                                                |                                                     | 5 221                                               |                                                     |
| 2015                                                | 2015                                                |                                                     | 5 328                                               |                                                     |
| 2020                                                | 2020                                                |                                                     | 5 441                                               |                                                     |

## Kultur

### Museum
I början av 2020-talet fanns två museum i kommunen. Boxholms bruksmuseum, inrymt i en kvarnbyggnad från 1777, gestaltar bygdens utveckling från 1700-talet och framåt. I kommunen finns även  Malexanders hembygdsmuseum.

### Kulturarv
År 2022 fanns 819 fornlämningar, som hittats i kommunen, registrerade hos Riksantikvarieämbetet.
Det finns talrika fynd från stenåldern, bland annat ett antal hällkistor. Bronsåldern och främst den äldre järnåldern representeras av spridda, ofta kvadratiska gravar samt av små gravfält. Från denna tid finns även omfattande stensträngssystem, vilken klargjorde markens användning. Vid Ryckelsby finns ett omfattande stenssträngssystem från äldre järnåldern samt ett antal stensättningar. Boplatslämnar från samma tid finns även.
Från vikingatiden finns sju runstenar bevarade. Vid Strålsnäs herrgård finns gravfält och en runsten med texten: "Ris lät resa denna sten efter Krok, sin fader och Ärinvi sin moder".
Flertalet av kommunens kyrkor har medeltida ursprung; både Ekeby och Åsbo kyrkor byggdes under 1100-talet. Andra medeltida kyrkor är exempelvis Rinna kyrka. Senare kyrkor är Blåviks kyrka som invigdes 1873 och är belägen vackert vid Sommens strand. Boxholms kyrka invigdes 1897 och  Malexander kyrka invigdes även den i slutet av 1800-talet.

### Kommunsymboler

#### Kommunvapen
Blasonering: Sköld kvadrerad: 1. och 4. i fält av guld en halv upprest, röd bock med blå beväring; 2. och 3. i rött fält ett järnmärke av guld.
Vapnet fastställdes på 1940-talet för Boxholms köping. Bockarna (som givit upphov till ortnamnet)  kommer från ätten Stenbocks vapen, medan järnmärkena syftar på bruksverksamheten. Vid kommunbildningen 1971 övertogs vapnet av Boxholms kommun. Inga kokurrerande vapen fanns i området (bortsett från Folkunga, som delvis kom att ingå i den nya kommunen).

Folkunga landskommun (1955–1970)

#### Kommunfågel
Efter ett samarbete mellan Östergötlands ornitologiska förening och kommunerna i Östergötland fick kommunen 2015 en  kommunfågel– Mindre hackspett.